# Phygadeuon planicollis
Phygadeuon planicollis är en stekelart som först beskrevs av Hellen 1967.  Phygadeuon planicollis ingår i släktet Phygadeuon och familjen brokparasitsteklar. Inga underarter finns listade i Catalogue of Life.